# John Finnis
John Finnis (ur. 28 lipca 1940) – australijski filozof, specjalizujący się w filozofii prawa. Uznawany jest za jednego z najważniejszych przedstawicieli współczesnej filozofii prawa natury.

## Życiorys
John Finnis otrzymał licencjat z prawa LL.B. na University of Adelaide, gdzie był członkiem St. Mark's College. W 1962 r. dzięki Rhodes Scholarship przeniósł się do University College w Oksfordzie. Obronił tam doktorat na temat pojęcia władzy sędziowskiej w kontekście australijskiego federalnego prawa konstytucyjnego. Następnie uczył prawa na uniwersytetach w Berkeley i Adelajdzie, na University of Malawi i w Boston College.
Obecnie jest profesorem prawa na University College w Oksfordzie oraz na University of Notre Dame. Jest również prawnikiem, członkiem Gray’s Inn w Londynie.

## Filozofia prawa
Finnis jest uważany za jednego z najważniejszych współczesnych filozofów prawa. Jego książka Prawa naturalne i uprawnienia naturalne (1980) w istotnym stopniu przyczyniła się do ożywienia tradycji prawnonaturalnej w drugiej połowie XX wieku.
Filozofia prawa Finnisa została sformułowana w opozycji do dominującego w krajach anglosaskich nurtu pozytywistycznego, opierającego się na pracach Johna Austina i Herberta L.A. Harta. Chociaż wywodzi się z tradycji tomistycznej (a ściślej z neotomizmu i oksfordzkiego tomizmu analitycznego), to jest ona wyraźnie odmienna od idei Tomasza z Akwinu.
Dla Finnisa prawo natury nie jest (jak w tomizmie) systemem norm, będących wzorcem dla prawa pozytywnego, lecz pewnymi wymogami stawianymi prawu pozytywnemu przez rozum praktyczny i wynikającymi z pewnej koncepcji natury ludzkiej. Źródłem, z którego wywodzone są normy prawnonaturalne, nie jest więc Bóg (pojawia się on dopiero pod koniec wywodu Finnisa), lecz zdrowy rozsądek.

### Cel filozofii prawa natury
Zdaniem Finnisa różnorodność doktryn prawnonaturalnych wcale nie podważa uniwersalnego charakteru samego prawa naturalnego. To nie prawo natury ulegało zmianom, lecz ludzkie poglądy na nie. Wiele z tych poglądów okazało się błędnymi i zostały zastąpione przez inne. Celem filozofów powinno być jednak dążenie do osiągnięcia adekwatnego oglądu niezmiennego prawa natury. Teoria Finnisa chce uniknąć błędów poprzedników, uwzględniając różnorodność ludzkich celów i wymogi współczesnych społeczeństw demokratycznych. System zawiera też określoną teorię sprawiedliwości, oraz daje filozoficzne podstawy dla systemu praw człowieka.

### Dobra podstawowe
U podstaw całościowego rozwoju jednostki leżą pewne podstawowe dobra, mające (według Finnisa) charakter uniwersalny i oczywisty dla wszystkich. Kierując się wskazaniami rozumu praktycznego, można na ich podstawie sformułować zbiór ogólnych norm moralnych, będących z kolei wskazówką dla kształtowania prawa pozytywnego.
Takimi oczywistymi dla wszystkich, podstawowymi formami ludzkiego dobra mają być:
- życie,
- wiedza,
- zabawa,
- przeżycia estetyczne,
- życie w społeczności, czyli przyjaźń i inne formy uspołecznienia,
- rozumność praktyczna, czyli zdolność posługiwania się własnym rozumem w działaniu,
- religia.

Dobra te są podstawowe, ponieważ nie mogą być wywnioskowane z innych przesłanek i są koniecznym warunkiem rozwoju ludzkiego. Są one nieporównywalne między sobą, nie można ich wymieniać czy przekładać na inne dobra. Chociaż w życiu można w różnym stopniu dążyć do realizacji poszczególnych dóbr, nie należy rezygnować z żadnego z nich.

### Wskazania rozumności praktycznej
Realizacją dóbr podstawowych kierować ma rozumność praktyczna, która jest z tego powodu dobrem wyróżnionym. Finnis podaje listę wskazówek, którymi ma się ona kierować:

- wybory pomiędzy realizacją różnych dóbr powinny opierać się na spójnym planie życia,
- niedopuszczalne są arbitralne preferencje w wyborach pomiędzy dobrami,
- niedopuszczalne są arbitralne preferencje pomiędzy osobami,
- należy zachować odpowiedni dystans wobec własnych działań i nie absolutyzować celów życiowych,
- należy starać się zachowywać równowagę pomiędzy fanatyzmem a rezygnacją z angażowania się w cokolwiek,
- należy zwracać uwagę na konsekwencje działań i w rozsądny sposób przyczyniać się do powstawania dobra w świecie,
- nie należy realizować jednego dobra z pogwałceniem innych (choć można realizować niektóre w wyższym stopniu niż inne),
- należy wspierać i dążyć do realizacji dobra wspólnego,
- należy postępować w zgodzie z własnym sumieniem.

Finnis twierdzi, że kierując się tymi wskazaniami rozumności praktycznej opierającej się na podstawowych dobrach, jednostka będzie działała moralnie, tak długo, aż jej działanie bezpośrednio nie naruszy któregoś z tych podstawowych dóbr. Różnorodność poglądów moralnych jest traktowana jako naturalna konsekwencja różnych hierarchii podstawowych dóbr, a w szczególności koncentrowania się wyłącznie na niektórych dobrach czy zasadach rozumności praktycznej.

### Krytyka teorii Finnisa
Teoria Finnisa spotkała się z licznymi krytykami, m.in. za arbitralność wielu tez szczegółowych (np. listy dóbr naturalnych). Zarzucano jej także, że pomimo nowoczesnego sformułowania problemu prawa natury, pozostaje w gruncie rzeczy teorią konserwatywną, a nawet reakcyjną. Z kolei neoscholastycy (np. Russel Hittinger, Ralph MacInerny czy Henry Veatch wskazywali, że jest to koncepcja pozbawiona wymiaru metafizycznego, i odwoływanie się przez Finnisa do Tomasza z Akwinu jest dużym nadużyciem. Wiele zarzutów (i to zarówno ze strony neoscholastyków, jak i nonkognitywistów) dotyczyło także sposobu w jaki Finnis rozwiązuje problem rozdziału faktów i powinności.

## Publikacje
- John Finnis: Natural Law and Natural Rights. Oxford: Oxford University Press, 1980. Brak numerów stron w książce (wyd. polskie: John Finnis: Prawa naturalne i uprawnienia naturalne. Warszawa: Dom Wydawniczy ABC, 2001. ISBN 83-7284-363-5. Brak numerów stron w książce)
- John Finnis: Fundamentals of Ethics. Georgetown University Press - Oxford University Press, 1983. Brak numerów stron w książce
- John Finnis, J.M Boyle, G. Grisez: Nuclear Deterrence, Morality, and Realism. Oxford: Oxford University Press, 1987. Brak numerów stron w książce
- John Finnis: Moral Absolutes: Tradition, Revision and Truth. Catholic University of America Press, 1991. Brak numerów stron w książce;
- Natural Law (2 tomy). John Finnis (red.). New York: New York University Press, 1991. Brak numerów stron w książce
- John Finnis: Aquinas: Moral, Political and Legal Theory. Oxford: Oxford University Press, 1998. Brak numerów stron w książce (wyd. pol. Tomasz z Akwinu. Filozofia moralności, polityki i prawa, tłumaczenie: Michał Filipczuk, Michał Szczurowski, Teologia Polityczna, Warszawa 2022).

- John Finnis. The Good of Marriage and the Morality of Sexual Relations: Some Philosophical and Historical Observations. „American Journal of Jurisprudence”. 42 (1998). s. 97-134. (ang.).

## Artykuły online
- Edward N. Zalta (red.), Aquinas' Moral, Political and Legal Philosophy, [w:] Stanford Encyclopedia of Philosophy, Winter 2017 Edition, Metaphysics Research Lab, Stanford University, 23 lutego 2017, ISSN 1095-5054 [dostęp 2018-01-17] [zarchiwizowane z adresu 2017-12-21] (ang.).???
- Economy or Explication? Telling the Truth About God and Man in a Pluralist Society. web.princeton.edu. [zarchiwizowane z tego adresu (2010-07-22)].
- The Good of Marriage and the Morality of Sexual Relations
- Law, Morality and „Sexual Orientation”

## Wykłady
- Sekularyzm
- Bóg i człowiek
- Rozumność praktyczna